# Alpina pygmaea
Alpina pygmaea là một loài bướm đêm trong họ Geometridae.